# Хенри Континен
Хенри Континен (фин. Henri Kontinen; рођен 19. јуна 1990 у Хелсинкију) је фински тенисер. 3. априла 2017. дошао је на прво место АТП листе у конкуренцији парова и тиме постао 50. тенисер у историји коме је то пошло за руком. Освојио је укупно 24 АТП турнира у дублу.
Најзначајније резултате у каријери постигао је у пару са Аустралијанцем Џоном Пирсом током 2016. године: титула на Завршном првенству сезоне у Лондону, освојен мастерс у Паризу, финале мастерса у Шангају као и једна титула на турнирима серије 500 у Хамбургу (иначе друга по реду после Барселоне 2015. коју је освојио са Хрватом Драгањом).
Највећи успех на Гренд слем турнирима у конкуренцији мешовитих парова остварио је на Вимблдону 2016. када је заједно са Британком Хедер Вотсон подигао шампионски пехар. Континен је тако постао први тенисер из Финске који је освојио неку гренд слем титулу. Наредне године су поново стигли до финала истог турнира али овог пута су поражени од швајцарско-британског пара Мартина Хингис/Џејми Мари.
Већ у јануару 2017. осваја ОП Аустралије у конкуренцији мушких парова са партнером Џоном Пирсом. У финалу су савладани шеснаестоструки гренд слем шампиони браћа Боб и Мајк Брајан у два сета.
Последње године у јуниорима (2008) победио је у паровима на Ролан Гаросу и играо у финалу сингла на Вимблдону.
Његов бивши тренери су Швеђанин Петер Карлсон (швед. Peter Carlsson) као главни и Финац Јармо Ахонен као кондициони. Британац Крис Итон (енгл. Chris Eaton) га је тренирао до краја 2016.
Континен игра десном руком и изводи једноручни бекхенд.

## Каријера

### Детињство, јуниорски дани (до 2008)
Континен је почео да игра тенис кад је имао три године. Детињство је провео у Тампереу, а касније је живео у Еспоу, у Упсали у Шведској и у Чешкој. У новембру 2007. године је добио, заједно са братом Микеом, стипендију за тениску академију Ника Болетерија у Мајамију (Флорида), где је тренирала и Јелена Јанковић.
У новембру исте године играо је у финалу дубла са Финцем Харијем Хелијеваром (фин. Harri Heliövaara) на челенџер турниру ИПП Опен у Хелсинкију. Било је то његово прво финале на челенџер нивоу.
Године 2008. Континен је освојио два велика ИТФ турнира у Азији. У априлу је изабран за ИТФ јуниорски тим. У јулу исте године је играо у финалу на европском првенству. Дана 8. септембра је постигао најбољи јуниорски пласман, четврто место. Континен је победио у паровима на Ролан Гаросу и играо у финалу на Отвореном првенству САД са Кристофером Рунгкатом из Индонезије. На Вимблдону је играо у финалу, али је изгубио од Григора Димитрова из Бугарске резултатом 5:7, 3:6.
У априлу 2008. године Континен је први пут играо за Дејвис куп репрезентацију Финске против Јужноафричке Републике.

### Челенџер турнири и Дејвис куп (2009)
Континен је први пут играо на АТП нивоу у Стокхолму, у октобру 2009, али је изгубио у 1. колу. На челенџер турниру ИПП Опен у Хелсинкију изгубио је у полуфиналу. На овом турниру је први пут победио Јарко Нијеминен, фински првак.

### Повреде (2010)
Велики део 2010. и 2011. године Континен је био повређен. Повредио је ребро на Дејвис купу против Пољске и глежањ у јулу.

## Приватни живот
Континен има млађег брата Микеа (фин. Micke) и сестру Сану (фин. Sanna) и тренутно живи у Хелсинкију. Говори фински, шведски и енглески језик. Његов омиљен тенисер је Роџер Федерер. Осим тениса, воли кошарку и тренс музику.

## Опрема
Континен носи опрему компаније Њу баланс и користи рекете марке Вилсон.

## Гренд слем финала

### Парови: 2 (1:1)
| Исход     | Бр. | Година | Турнир        | Подлога | Партнер  | Противници               | Резултат      |
| --------- | --- | ------ | ------------- | ------- | -------- | ------------------------ | ------------- |
| Победник  | 1.  | 2017.  | ОП Аустралије | Тврда   | Џон Пирс | Боб Брајан Мајк Брајан   | 7:5, 7:5      |
| Финалиста | 1.  | 2019.  | ОП Аустралије | Тврда   | Џон Пирс | Пјер-Иг Ербер Никола Маи | 4:6, 6:7(1:7) |

### Мешовити парови: 2 (1:1)
| Исход     | Бр. | Година | Турнир   | Подлога | Партнерка    | Противници                     | Резултат      |
| --------- | --- | ------ | -------- | ------- | ------------ | ------------------------------ | ------------- |
| Победник  | 1.  | 2016.  | Вимблдон | Трава   | Хедер Вотсон | Ана-Лена Гренефелд Роберт Фара | 7:6(7:5), 6:4 |
| Финалиста | 1.  | 2017.  | Вимблдон | Трава   | Хедер Вотсон | Мартина Хингис Џејми Мари      | 4:6, 4:6      |

## Финала завршног првенства сезоне

### Парови: 2 (2:0)
| Исход    | Бр. | Година | Турнир     | Подлога   | Партнер  | Противници               | Резултат         |
| -------- | --- | ------ | ---------- | --------- | -------- | ------------------------ | ---------------- |
| Победник | 1.  | 2016.  | Лондон     | Тврда (д) | Џон Пирс | Равен Класен Раџив Рам   | 2:6, 6:1, [10:8] |
| Победник | 2.  | 2017.  | Лондон (2) | Тврда (д) | Џон Пирс | Лукаш Кубот Марсело Мело | 6:4, 6:2         |

## Финала АТП мастерс 1000 серије

### Парови: 4 (3:1)
| Исход     | Бр. | Година | Турнир  | Подлога   | Партнер  | Противници               | Резултат              |
| --------- | --- | ------ | ------- | --------- | -------- | ------------------------ | --------------------- |
| Финалиста | 1.  | 2016.  | Шангај  | Тврда     | Џон Пирс | Џон Изнер Џек Сок        | 4:6, 4:6              |
| Победник  | 1.  | 2016.  | Париз   | Тврда (д) | Џон Пирс | Пјер-Иг Ербер Никола Маи | 6:4, 3:6, [10:6]      |
| Победник  | 2.  | 2017.  | Шангај  | Тврда     | Џон Пирс | Лукаш Кубот Марсело Мело | 6:4, 6:2              |
| Победник  | 3.  | 2018.  | Торонто | Тврда     | Џон Пирс | Равен Класен Мајкл Винус | 6:2, 6:7(7:9), [10:6] |

## АТП финала

### Парови: 30 (24:6)
| Легенда                        |
| ------------------------------ |
| Гренд слем турнири (1:1)       |
| Завршно првенство сезоне (2:0) |
| АТП мастерс 1000 (3:1)         |
| АТП 500 (6:2)                  |
| АТП 250 (12:2)                 |

| Финала по подлози |
| ----------------- |
| Тврда (19:5)      |
| Шљака (4:1)       |
| Трава (1:0)       |

| Финала по локацији |
| ------------------ |
| Отворено (13:3)    |
| Дворана (11:3)     |

| Исход     | Бр. | Датум               | Турнир                       | Подлога   | Партнер               | Противници                           | Резултат                |
| --------- | --- | ------------------- | ---------------------------- | --------- | --------------------- | ------------------------------------ | ----------------------- |
| Победник  | 1.  | 2. август 2014.     | Кицбил, Аустрија             | Шљака     | Јарко Нијеминен       | Данијеле Брачали Андреј Голубјев     | 6:1, 6:4                |
| Финалиста | 1.  | 21. септембар 2014. | Мец, Француска               | Тврда (д) | Марин Драгања         | Маријуш Фирстенберг Марћин Матковски | 7:6(7:3), 3:6, [8:10]   |
| Финалиста | 2.  | 26. октобар 2014.   | Базел, Швајцарска            | Тврда (д) | Марин Драгања         | Вашек Поспишил Ненад Зимоњић         | 6:7(13:15), 6:1, [5:10] |
| Победник  | 2.  | 8. фебруар 2015.    | Загреб, Хрватска             | Тврда (д) | Марин Драгања         | Фабрис Мартин Пурав Раџа             | 6:4, 6:4                |
| Победник  | 3.  | 22. фебруар 2015.   | Марсеј, Француска            | Тврда (д) | Марин Драгања         | Колин Флеминг Џонатан Мареј          | 6:4, 3:6, [10:8]        |
| Победник  | 4.  | 26. април 2015.     | Барселона, Шпанија           | Шљака     | Марин Драгања         | Џејми Мари Џон Пирс                  | 6:3, 6:7(6:8), [11:9]   |
| Финалиста | 3.  | 8. август 2015.     | Кицбил, Аустрија             | Шљака     | Робин Хасе            | Николас Алмагро Карлос Берлок        | 7:5, 3:6, [9:11]        |
| Победник  | 5.  | 27. септембар 2015. | Санкт Петербург, Русија      | Тврда (д) | Трит Хјуи             | Јулијан Ноул Александар Пеја         | 7:5, 6:3                |
| Победник  | 6.  | 4. октобар 2015.    | Куала Лумпур, Малезија       | Тврда (д) | Трит Хјуи             | Равен Класен Раџив Рам               | 7:6(7:4), 6:2           |
| Победник  | 7.  | 10. јануар 2016.    | Бризбејн, Аустралија         | Тврда     | Џон Пирс              | Џејмс Дакворт Крис Гучиони           | 7:6(7:4), 6:1           |
| Победник  | 8.  | 1. мај 2016.        | Минхен, Немачка              | Шљака     | Џон Пирс              | Хуан Себастијан Кабал Роберт Фара    | 6:3, 3:6, [10:7]        |
| Победник  | 9.  | 17. јул 2016.       | Хамбург, Немачка             | Шљака     | Џон Пирс              | Данијел Нестор Ајсам-ул-Хак Куреши   | 7:5, 6:3                |
| Победник  | 10. | 27. август 2016.    | Винстон-Сејлем, САД          | Тврда     | Гиљермо Гарсија-Лопез | Андре Бегеман Леандер Паес           | 4:6, 7:6(8:6), [10:8]   |
| Победник  | 11. | 25. септембар 2016. | Санкт Петербург, Русија (2)  | Тврда (д) | Доминик Инглот        | Андре Бегеман Леандер Паес           | 4:6, 6:3, [12:10]       |
| Финалиста | 4.  | 16. октобар 2016.   | Шангај, Кина                 | Тврда     | Џон Пирс              | Џон Изнер Џек Сок                    | 4:6, 4:6                |
| Победник  | 12. | 6. новембар 2016.   | Париз, Француска             | Тврда (д) | Џон Пирс              | Пјер-Иг Ербер Никола Маи             | 6:4, 3:6, [10:6]        |
| Победник  | 13. | 20. новембар 2016.  | Лондон, Велика Британија     | Тврда (д) | Џон Пирс              | Равен Класен Раџив Рам               | 2:6, 6:1, [10:8]        |
| Победник  | 14. | 28. јануар 2017.    | Мелбурн, Аустралија          | Тврда     | Џон Пирс              | Боб Брајан Мајк Брајан               | 7:5, 7:5                |
| Победник  | 15. | 6. август 2017.     | Вашингтон, САД               | Тврда     | Џон Пирс              | Лукаш Кубот Марсело Мело             | 7:6(7:5), 6:4           |
| Победник  | 16. | 8. октобар 2017.    | Пекинг, Кина                 | Тврда     | Џон Пирс              | Џон Изнер Џек Сок                    | 6:3, 3:6, [10:7]        |
| Победник  | 17. | 15. октобар 2017.   | Шангај, Кина                 | Тврда     | Џон Пирс              | Лукаш Кубот Марсело Мело             | 6:4, 6:2                |
| Победник  | 18. | 19. новембар 2017.  | Лондон, Велика Британија (2) | Тврда (д) | Џон Пирс              | Лукаш Кубот Марсело Мело             | 6:4, 6:2                |
| Победник  | 19. | 7. јануар 2018.     | Бризбејн, Аустралија (2)     | Тврда     | Џон Пирс              | Леонардо Мајер Орасио Зебаљос        | 3:6, 6:3, [10:2]        |
| Победник  | 20. | 24. јун 2018.       | Лондон, Велика Британија     | Трава     | Џон Пирс              | Џејми Мари Бруно Соарес              | 6:4, 6:3                |
| Победник  | 21. | 12. август 2018.    | Торонто, Канада              | Тврда     | Џон Пирс              | Равен Класен Мајкл Винус             | 6:2, 6:7(7:9), [10:6]   |
| Финалиста | 5.  | 27. јануар 2019.    | Мелбурн, Аустралија          | Тврда     | Џон Пирс              | Пјер-Иг Ербер Никола Маи             | 4:6, 6:7(1:7)           |
| Победник  | 22. | 17. фебруар 2019.   | Ротердам, Холандија          | Тврда (д) | Жереми Шарди          | Жан-Жилијен Ројер Орија Текау        | 7:6(7:5), 7:6(7:4)      |
| Победник  | 23. | 20. октобар 2019.   | Стокхолм, Шведска            | Тврда (д) | Едуар Роже-Васелен    | Мате Павић Бруно Соарес              | 6:4, 6:2                |
| Финалиста | 6.  | 16. фебруар 2020.   | Ротердам, Холандија          | Тврда (д) | Јан-Ленард Штруф      | Пјер-Иг Ербер Никола Маи             | 6:7(5:7), 6:4, [7:10]   |
| Победник  | 24. | 28. фебруар 2021.   | Монпеље, Француска           | Тврда (д) | Едуар Роже-Васелен    | Јонатан Ерлих Андреј Василевски      | 6:2, 7:5                |

## Финала АТП челенџера и ИТФ фјучерса

### Појединачно: 6 (5:1)
| Легенда         |
| --------------- |
| Челенџери (0:0) |
| Фјучерси (5:1)  |

| Финала по подлози |
| ----------------- |
| Тврда (3:1)       |
| Шљака (1:0)       |
| Трава (0:0)       |
| Тепих (1:0)       |

| Финала по локацији |
| ------------------ |
| Отворено (1:0)     |
| Дворана (4:1)      |

| Исход     | Бр. | Датум               | Турнир                   | Подлога   | Противник       | Резултат           |
| --------- | --- | ------------------- | ------------------------ | --------- | --------------- | ------------------ |
| Победник  | 1.  | 9. август 2009.     | Вилњус, Литванија        | Шљака     | Тимо Нијеминен  | 6:1, 6:3           |
| Финалиста | 1.  | 11. октобар 2009.   | Лајмен, Немачка          | Тврда (д) | Михал Пшисјежни | 6:3, 2:6, 5:7      |
| Победник  | 2.  | 1. новембар 2009.   | Кардиф, Велика Британија | Тврда (д) | Јаник Мертенс   | 7:6(7:4), 7:5      |
| Победник  | 3.  | 28. фебруар 2010.   | Сарајево, БиХ            | Тепих (д) | Александар Пеја | 6:3, 7:6(7:4)      |
| Победник  | 4.  | 19. септембар 2010. | Дандерид, Шведска        | Тврда (д) | Тимо Нијеминен  | 6:3, 6:4           |
| Победник  | 5.  | 26. септембар 2010. | Фалун, Шведска           | Тврда (д) | Тимо Нијеминен  | 6:3, 3:6, 7:6(7:5) |